# Транслітерація єгипетських текстів
У єгиптології транслітерація — це процес перетворення (відображення) єгипетських текстів, за якого ієрогліфи (або їх еквіваленти в ієратиці та демотиці) замінюють символами абетки (наприклад, латинськими літерами), що зручно для наукових публікацій.
Важливо пам'ятати, що транслітерація і транскрипція не те саме. Транскрипція передбачає відтворення вимови слів, тоді як за транслітерації їх просто переписують із заміною початкових символів (у цьому разі ієрогліфів) символами іншої системи письма. Наприклад, ім'я засновника XXII династії транслітерується як ššnq, але транскрибується як «Shoshenq» англійською, «Chéchanq» французькою, «Scheschonq» німецькою та «Шешонк» українською мовами. Оскільки фонетика єгипетської мови все ще вивчена погано, транскрибування єгипетських слів можливе лише теоретично. Саме тому в наукових публікаціях єгиптологи довіряють лише транслітерації.

## Стандартні системи транслітерації
Попри важливість методу транслітерації для єгиптології, не існує жодної загальноприйнятої системи транслітерації ієрогліфічних та ієратичних текстів. Деколи навіть кажуть, що систем транслітерації існує стільки, скільки є єгиптологів. Але кілька систем цілком підходять для того, щоб вважатися стандартними. Найчастіше вчені використовують систему, яку застосував 1927 року сер Алан Гардінер у Egyptian Grammar. Однак більшість німецькомовних єгиптологів застосовують систему, яку запропонували Адольф Ерман і Герман Грапов у Wörterbuch der ägyptischen Sprache, фундаментальному словнику давньоєгипетської мови. Тенденція дедалі більше застосовувати систему словника Ермана і Грапова, хоча й у модифікованому вигляді, простежується зокрема серед англомовних вчених (наприклад, Аллен, 2000).
Деякі єгиптологи використовують для транслітерації міжнародний фонетичний алфавіт (IPA) і намагаються в такий спосіб наблизитися до транскрипції, наприклад, Вольфганг Шенкель (Schenkel, 1988). Його система транслітерації привернула увагу фахівців головно в Німеччині та інших німецькомовних країнах. Пропозиція Томаса Шнайдера (Schneider, 2003), ще ближча до стандарту МФА, має найменшу підтримку. Головне заперечення щодо цих двох систем у тому, що вони дають оманливе враження наукової точності щодо вимови єгиптян, тоді як наші знання в цій галузі дуже обмежені. Крім того, вони враховують лише теоретичну вимову єгипетської мови епохи Середнього царства, а не раніших та пізніших фаз мови, особливості яких не відображають ці системи.

## Системи транслітерації та інформаційні технології
1984 року на міжнародній зустрічі «Table ronde informatique et égyptologie» групою єгиптологів запропонувала систему транслітерації, яка використовує лише знаки ASCII, опубліковану 1988 року (Buurman, Grimal та інші, 1988). Ця система відома нині як «Manuel de codage» (або MdC), за французькою назвою публікації «Inventaire des signes hieroglyphiques en vue de leur saisie informatique: Manuel de codage des textes hieroglyphiques en vue de leur saisie sur ordinateur».
Цю транслітерацію широко використовують у електронних обговореннях (списках розсилання, вебфорумах) серед професійних єгиптологів та зацікавленої публіки. Система «Manuel de codage» дозволяє здійснювати не тільки прості «алфавітні» транслітерації, вона також дає можливість кодувати стародавні єгипетські тексти в повному обсязі, вказуючи особливості розміщення, орієнтації і навіть розмір окремих ієрогліфів. Її використовують (хоча часто з модифікаціями) різні пакунки програм, призначені для набирання ієрогліфічних текстів (WinGlyph, MacScribe, InScribe, Glyphotext, WikiHiero тощо).

### Unicode
Розвиток стандарту Unicode дозволив майже повністю транслітерувати єгипетські тексти, використовуючи лише один відносно повний шрифт Unicode, не вдаючись до допомоги спеціального шрифту для транслітерації (як часто робилося раніше). Таблицю різних схем транслітерації, наведену нижче, використовує, наприклад, Unicode. Є, однак, знаки, не включені в специфікацію Unicode 4.0, але запропоновані для Unicode 4.1. Це так званий єгипетський «алеф» (, Ꜣ U+A722 та ꜣ U+A723, представлений тут як <3>, зустрічається також <ȝ> Unicode U+021D) та «айн» (Ꜥ U+A724 та ꜥ U+A725, представлений тут як <ˁ> Unicode U+02C1, використовується і ‹ʿ› Unicode U+02BF). Замість «йод» (представлений тут як <ỉ> Unicode U+1EC9, зустрічається також <j>) запропоновано використовувати літеру Ii з діакритиками i U+0486, U+0313 або U+0357.

## Транслітерація демотичного листа
Демотичне письмо, що виникло на останній стадії розвитку єгипетської мови, що безпосередньо передувала коптській, довго транслітерували за допомогою тієї ж системи, що й для ієрогліфічних та ієратичних текстів. Проте, 1980 року демотисти прийняли окремий міжнародний стандарт, заснований на традиційній системі, але з додаванням деяких додаткових символів для голосних (які на відміну від ієрогліфіки та ієратики часто позначаються в демотиці) та інших знаків, які використовувалися в демотичному листі. Демотичний словник Інституту сходознавства Університету Чикаго «Demotic Dictionary of the Oriental Institute of the University of Chicago» (або чиказький демотичний словник) використовує цей метод. Оскільки ця система становить інтерес переважно для фахівців, докладніше з нею можна ознайомитися за посиланнями:
- de Cenival, Françoise. 1980. «Unification des méthodes de translittération.» Enchoria: Zeitschrift für Demotistik und Koptologie 10:2—4.
- Johnson, Janet H. 1980. «CDDP Transliteration System.» Enchoria 10:5—6.
- Johnson, Janet H. 1991. Thus Wrote Onchsheshonqy: An Introductory Grammar of Demotic. 2-е изд. Studies in Ancient Oriental Civilization 45. Chicago: University of Chicago Press.
- Tait, William John. 1982. «The Transliteration of Demotic.» Enchoria 11:67—76.
- Thissen, Heinz-Josef. 1980. «Zur Transkription demotischer Texte.» Enchoria 10:7—9.

## Таблиця основних систем транслітерації
| A |

| A |

| i |

| i |

| i | i |

| i | i |

| a |

| a |

| w |

| w |

| b |

| b |

| p |

| p |

| f |

| f |

| m |

| m |

| n |

| n |

| r |

| r |

| h |

| h |

| H |

| H |

| x |

| x |

| X |

| X |

| z |

| z |

| s |

| s |

| S |

| S |

| q |

| q |

| k |

| k |

| g |

| g |

| t |

| t |

| T |

| T |

| d |

| d |

| D |

| D |

## Приклади використання різних систем транслітерації
Нижче транслітерується з використанням деяких з основних схем такий текст (набрано за допомогою WikiHiero).
| M23 | X1 · R4 | X8 | Q2 · D4 | W17 | R14 | G4 | R8 | O29 · V30 | U23 | N26 | D58 | O49 · Z1 | F13 · N31 | V30 · N16 · N21 · Z1 | D45 · N25 |

Переклад тексту: «приношення, яке дає цар і Осіріс, перший серед західних (тобто мертвих), бог великий, владика Абідоса, і Упуат, владика Та-Джесер (тобто некрополя)». Можливий інший варіант перекладу: «принесення царське Осіріса, першого серед західних, бога великого, владики Абідоса, та Упуата, владики Та-Джесер» (Аллен, 2000: § 24.10).
Ерман і Грапов 1926—1953
- ḥtp-dỉ-nśwt wśỉr ḫntỉj ỉmntjw nṯr ˁ3 3bḏw wp-w3wt nb t3 ḏśr

Гардінер 1953
- ḥtp-dỉ-nswt wsỉr ḫnty ỉmntỉw nṯr ˁ3 3bḏw wp-w3wt nb t3 ḏsr

Буурман, Грімал та ін. 1988
- Htp-di-nswt wsir xnty imntiw nTr aA AbDw wp-wAwt nb tA Dsr: Повністю закодована, машиноорієнтована версія цього тексту:

- M23-X1:R4-X8-Q2:D4-W17-R14-G4-R8-O29:V30-U23-N26-D58-O49:Z1-F13:N31-V30:N16:N21*Z1-D45:N25

Шенкель 1991
- ḥtp-dỉ-nswt wsỉr ḫnty ỉmntjw nčr ˁ3 3bč̣w wp-w3wt nb t3 č̣sr

Аллен 2000
- ḥtp-dj-nswt wsjr ḫnty jmntjw nṯr ˁ3 3bḏw wp-w3wt nb t3 ḏsr

Шнайдер 2003
- ḥtp-ḍỉ-nśwt wśỉr ḫnty ỉmntjw ncr ɗɹ ɹbc̣w wp-wɹwt nb tɹ c̣śr